# Ван Оорт, Эдуард Даниэль
Эдуард Даниэль ван Оорт (31 октября 1876 — 21 сентября 1933) — голландский орнитолог.

## Биография
Был ответственным за коллекцию птиц Национального музея естественной истории в Лейдене. В 1915 году стал директором этого музея. Эту должность он занимал до самой смерти. Ван Оорт стал автором труда Ornithologia Neerlandica, de vogels van Nederland (1922—1935) с иллюстрациями художника Маринуса Адриана Куккука. Затем Гарри Форбс Уизерби получил право использовать эти иллюстрации в Handbook of British Birds.

## Память
В его честь был назван вид гекконов Lepidodactylus oortii.